# Eurycratès
Eurycratès (en grec ancien Ευρυκράτης) est un roi de Sparte du VIIe siècle av. J.-C., 11e souverain de la dynastie des Agiades, il succède à son père Polydore.
Après la première guerre de Messénie terminée sous le règne de son père Polydore, la situation politique avec les Messeniens se stabilise provisoirement sous son règne d'après Pausanias.
Son fils Anaxandre lui succède.

## Sources
1. ↑  « Léonidas de Lacédémone était le plus considéré, et commandait en chef toute l'armée. Il comptait parmi ses ancêtres Anaxandrides, Léon, Eurycratides, Anaxandre, Eurycrates, Polydore, Alcamènes, Téléclus, Archélaüs, Agésilaüs, Doryssus, Léobotes, Echestratus, Agis, Eurysthènes, Aristodémus, Aristomachus, Cléodéus, Hyllus, Hercule. » Hérodote, Histoire,  VII, 204
2. ↑  « Le règne d'Eurycrate, fils de Polydore, se passa sans que les Messéniens fissent aucune tentative pour secouer le joug des Spartiates, et sans qu'il y eût rien de nouveau de la part des Argiens. » Pausanias, Description de la Grèce [détail des éditions] [lire en ligne] III, 3, 3